# Lavrentij Berija
Lavrentij Pavlovič Berija (gruzijski: ლავრენტი ბერია, ruski: Лаврентий Павлович Берия) (Merkheuli, Gruzija, 29. ožujka 1899. – Moskva, 23. prosinca 1953.) bio je sovjetski političar i šef policije.

## Životopis
Lavrentij Berija (Lavrenti Pavles dze Beria) rođen je 1899. u Ruskom Carstvu (današnjoj Gruziji) u Merheumiju u blizini grada Suhumija. Pohađao je tehničku školu u Suhumiju i po podacima je u ožujku 1917. pristupio Ruskoj socijaldemokratskoj radničkoj partiji (boljševika) kao student u Bakuu. Berija je od ranih dana bio saveznik Staljinu u stjecanju vlasti u Komunističkoj partiji i sovjetskom režimu. Godine 1924. vodio je represiju nacionalističkih nemira u Tbilisiju, nakon čega se smatra da je čak do 5000 ljudi likvidirano.  
U kolovozu 1938. Staljin je doveo Beriju u Moskvu, kao zamjenika šefa Narodnog komesarijata za unutrašnje poslove (NKVD), ministarstva koje je nadgledalo državnu sigurnost i policijske snage. U rujnu je postavljen za šefa Glavne administracije državne sigurnosti (GUGB) NKVD-a, a u studenom je naslijedio Nikolaja Ježova na čelu NKVD-a (Ježov je likvidiran 1940. godine). Tada je izvršena čistka u samom NKVD-u i polovica osoblja je uklonjena i zamijenjena ljudima lojalnima Beriji, od kojih je veliki broj potjecao s Kavkaza. Sudjelovao je u pred kraj Velike čistke.  U ožujku 1940. je pripremao zapovijed za pogubljenje 25 700 Poljaka, među kojima su bili intelektualci i 14 700 ratnih zarobljenika u Katinjskoj šumi, nedaleko od Smolenska i na dva druga mjesta masovnih egzekucija.  
Tokom Drugog svjetskog rata je preuzeo odgovornost za glavna unutrašnja pitanja, koristeći milijune ljudi koje je NKVD zatvorio u radne logore za ratnu proizvodnju. Nakon rata bio je zadužen za razne etničke manjine optužene za suradnju s okupatorom, uključujući Čečene, Inguše, Krimske Tatare i Nijemce s Volge koji su bili uz značajne žrtve deportirani u sovjetsku Centralnu Aziju. 
U siječnju 1946. Berija je napustio mjesto čelnika NKVD-a (koji je ubrzo preimenovan u MVD), ali je zadržao opću kontrolu nad državnim pitanjima sigurnosti, preko svoje nove pozicije zamjenika premijera. 
Staljin je umro četiri dana nakon što mu je pozlilo u noći nakon večere s Berijom i drugim sovjetskim vođama. Politički memoari sovjetskog ministra vanjskih poslova, Vjačeslava Molotova, objavljeni 1993., navode da se Berija hvalio Molotovu da je on otrovao Staljina, iako nijedan čvrst dokaz koji bi potkrijepio ovu tvrdnju nikada nije nađen. Nakon Staljinove smrti, Berija je postavljen za prvog zamjenika premijera, i ponovo postavljen na čelo MVD-a. 
Nikita Hruščov je sazvao sastanak predsjedništva 26. lipnja 1953., gdje je napao Beriju, optuživši ga da ga je plaćala britanska obavještajna služba. Beriju je ovo potpuno iznenadilo. Upitao je, „Što se to događa, Nikita Sergejeviču?" Molotov i ostali su tada također govorili protiv Berije, i Hruščov je predložio njegovo trenutno otpuštanje. Maljenkov je tada pritisnuo dugme na svom stolu, i dao unaprijed pripremljeni signal maršalu Georgiju Žukovu i grupi naoružanih časnika u obližnjoj sobi. Oni su odmah upali i uhvatili Beriju. Neki izvori tvrde da je Berija ubijen na mjestu događaja, ali to nije točno. Beriji je sudio „specijalni sud“. Kada je donesena presuda na smrt, po kasnijim tvrdnjama Moskalenka, Berija je na koljenima molio za milost ali su on i njegovi potčinjeni odmah likvidirani. Međutim, po drugim izvorima, uključujući njegovog sina, Berijinu kuću napale su 26. lipnja 1953. vojne postrojbe i Berija je ubijen na mjestu događaja. Član specijalnog suda Nikolaj Švernik, je kasnije rekao Berijinom sinu da on nije vidio Beriju živog. 
Berijina supruga i sin su poslani u radni logor, ali su preživjeli i kasnije su pušteni. U ožujku 2000. Vrhovni sud Ruske Federacije je odbio molbu članova Berijine obitelji da se poništi presuda iz 1953.

## Vanjske poveznice
- Intervju s Berijinim sinom